# Аракабесан
Аракабесан (англ. Arakabesan) — остров в штате Корор микронезийского государства Палау в Тихом океане.

## География
Аракабесан находится примерно в 600 м к северо-западу от острова Корор, с которым связан мостом. Ближайший материк, Азия, расположен в 2500 км. Площадь острова составляет 5,2 км², а высшая точка, расположенная в северо-западной части Аракабесана достигает 55 м. Имеет вулканическое происхождение.
Климат на Аракабесане тропический. Случаются циклоны.

## Население
Аракабесан является одним из туристических центров Палау. На острове расположен отель и другие сооружения, необходимые для проведения отдыха. Главный населённый пункт, Меюнгс (англ. Meyungs), расположен на восточном побережье острова.